# Новопетровский сельсовет (Кугарчинский район)
Новопетровский сельсовет — муниципальное образование в Кугарчинском районе Башкортостана.
Административный центр — село Саиткулово.

## История
Согласно Закону о границах, статусе и административных центрах муниципальных образований в Республике Башкортостан имеет статус сельского поселения.

## Население
| 2002 | 2009 | 2010 | 2012 | 2013 | 2014 | 2015 |
| ---- | ---- | ---- | ---- | ---- | ---- | ---- |
| 803  | ↘780 | ↘701 | ↘687 | ↘667 | ↘658 | ↘656 |
| 2016 | 2017 | 2018 |      |      |      |      |
| ↘632 | ↘627 | ↘623 |      |      |      |      |

## Состав сельского поселения
| № | Населённый пункт | Тип населённого пункта       | Население |
| - | ---------------- | ---------------------------- | --------- |
| 1 | Саиткулово       | село, административный центр | ↘193      |
| 2 | Новопетровское   | село                         | ↘201      |
| 3 | Бекешево         | село                         | ↗192      |
| 4 | Мусино           | деревня                      | ↘103      |
| 5 | Старохвалынский  | хутор                        | →12       |

## Известные уроженцы
- Камалова, Лира Шариповна (род. 7 ноября 1929) — директор уфимской средней школы № 20 в 1985—1987 гг., Герой Социалистического Труда, заслуженный учитель школы Башкирской АССР (1975), отличник образования Республики Башкортостан (1995)[12].